# Баста 3
«Баста 3» — третий студийный сольный альбом российского рэп-исполнителя Басты, вышедший 20 апреля 2010 года на лейбле Gazgolder в 30-летний юбилей исполнителя.

## Коммерческий успех
В мае 2010 года альбом возглавил национальный чарт альбомов «Россия Top 25» и получил золотой статус. К февралю 2011 года пластинка разошлась тиражом в 24,1 тыс. копий, что позволило ей занять пятое место в итоговом чарте за 2010 год.
В ноябре 2016 года интернет-портал The Flow совместно с партнёром re:Store назвали альбом одним из двадцати наиболее важных для жанра среди вышедших в 2010-е годы.

## Список композиций
| №   | Название                            | Автор(ы)                      | Длительность |
| --- | ----------------------------------- | ----------------------------- | ------------ |
| 1.  | «Урбан»                             | Баста                         | 4:12         |
| 2.  | «Деньги»                            | Баста                         | 3:19         |
| 3.  | «Олимпиада 80»                      | Баста                         | 5:09         |
| 4.  | «Ростов» (feat. Тати)               | Баста                         | 4:33         |
| 5.  | «Кинолента»                         | Баста                         | 4:23         |
| 6.  | «Ходим по краю» (feat. Guf)         | Баста, Гуф                    | 3:27         |
| 7.  | «Детка» (feat. Даша Пушкина)        | Баста                         | 3:40         |
| 8.  | «Свобода» (feat. Искра)             | Баста                         | 3:44         |
| 9.  | «Россия»                            | Баста                         | 4:10         |
| 10. | «Театр»                             | Баста                         | 5:21         |
| 11. | «Обернись» (feat. «Город 312»)      | Баста, Д. Притула, Л. Притула | 4:00         |
| 12. | «Hands Up»                          | Баста                         | 4:04         |
| 13. | «Отпускаю»                          | Баста                         | 3:54         |
| 14. | «8800»                              | Баста                         | 2:25         |
| 15. | «Один» (feat. Смоки Мо)             | Баста, Смоки Мо               | 5:06         |
| 16. | «Босанова»                          | Баста                         | 3:25         |
| 17. | «Москва»                            | Баста                         | 5:32         |
| 18. | «Любовь без памяти» (feat. Тати)    | Баста                         | 3:31         |
| 19. | «Солнца не видно» (feat. «Бумбокс») | Баста, Бумбокс                | 5:00         |
| 20. | «Кастинг»                           | Баста                         | 4:20         |

Некоторые композиции имеют другие версии исполнения: «Ходим по краю» присутствует на альбоме «Баста/Гуф»; «Босанова», опубликованная 8 марта 2011 года; «Солнца не видно», изданная в 2011 году без участия «Бумбокс»; «Кастинг» — концертная запись для iTunes Session (и другие неизданные варианты).
Музыкальная составляющая трека "Один" совместно с рэпером Смоки Мо берёт за основу музыку из песни "Герман и Патрик" из альбома Кара-Тэ Смоки мо.

## Видеоклипы
- 2010 — «Обернись» (ft. «Город 312»)[5]
- 2010 — «Хендс Ап»[6]
- 2010 — «Любовь Без Памяти (OST „Антикиллер“)» (ft. Тати)[7]
- 2010 — «Урбан»[8]
- 2010 — «Ростов» (ft. Тати)[9]
- 2011 — «Босанова» (новая версия)[10]
- 2011 — «Солнца не видно» (новая версия)[11]
- 2014 — «Солнца не видно» («неофициальная» версия)[12]